# Григор Даранагеци
Григо́р Даранагеци́, либо Григо́р Камахеци́ (арм. Գրիգոր Դարանաղցի, Գրիգոր Կամախեցի; 1576—1643) — армянский церковный деятель и историк, автор «Хронографии», охватывающей период с 1018 года по 1640 год.

## Содержание работы «Хронография»

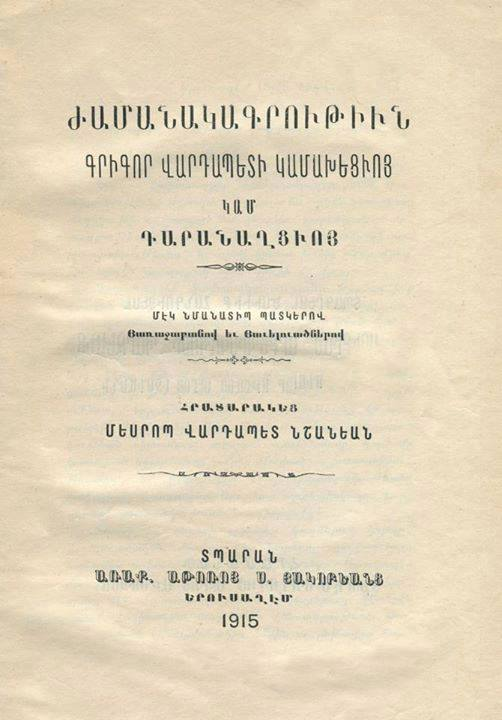
Титульный лист «Хронографии», изд. 1915 года

Родился в Камахе. До 1595 года кратко изложена история сельджуков и османов; во второй части подробно освещена история Османской империи от султана Мурада II до Мурада IV, содержатся многочисленные сведения о положении армян в условиях турецкого владычества, о военных мятежах, восстаниях тюркских и курдских племён, турецко-иранских войнах, также автобиографические сведения.

## Издания
- «Хронография вардапета Григора Камахеци или Даранагци», Иерусалим 1915  (арм.)